# Miu Dobrescu
Miu Dobrescu (n. 30 ianuarie 1927, București -- d. 1994, București) a fost un demnitar comunist român. A fost membru al CPEX al PCR și ministru. Miu Dobrescu a fost membru de partid din 1945. 

## Biografie
Miu Dobrescu a absolvit Facultatea de Filologie, a fost căsătorit și a avut 3 copii. După 1989, a fost inculpat în Procesul C.P.Ex al PCR. A îndeplinit funcțiile de prim-secretar al Comitetului regional de partid Iași (1966–febr. 1968), prim-secretar al Comitetului județean de partid și președinte al Comitetului
executiv al Consiliului popular al județului Iași (febr. 1968–15 iul. 1971), prim-secretar al Comitetului județean de partid Suceava (1972–8 nov. 1976), prim-secretar al
Comitetului județean de partid și președinte al Comitetului executiv al Consiliului popular al județului Dolj (16 oct. 1979–9 aug. 1982).
Miu Dobrescu a fost Ministrul Culturii și al Patrimoniului Național (4 noiembrie 1976 - 29 martie 1979), președintele Consiliului Culturii și Educației Socialiste (4 noiembrie 1976 - 30 martie 1979) în Guvernul Manea Mănescu (2) și (30 martie - 28 august 1979) în Guvernul Ilie Verdeț (1), secretar în Secretariatul PCR (8 octombrie 1982 - 21 martie 1984).
În perioada 1984-1987, Miu Dobrescu a fost președinte al Colegiului Central de Partid, care a fost înființat prin hotărârea Congresului al IX-lea al PCR din 1965.
Miu Dobrescu a fost deputat în Marea Adunare Națională în sesiunile din perioada 1969-1989. 
În Biserica Sfinților Părinți din Boroaia pictura a fost realizată de către Adrian Köber din Târgu Jiu. În momentul când s-a pictat Judecata de Apoi cu personaje și personificări, acest fapt a deranjat-o pe soția lui Miu Dobrescu, prim-secretarul PCR al județului Suceava. Drept urmare, peste scena executată a fost pictat un iad modern fără diavoli, care, după revoluție fiind spălat, a scos la iveală fresca inițială.

## Distincții
- Medalia „40 de ani de la înființarea Partidului Comunist din Romînia” (6 mai 1961) „pentru merite în activitatea de partid și întărirea regimului democrat-popular”[5]
- Ordinul „Steaua Republicii Populare Romîne” clasa a IV-a (26 decembrie 1962) „pentru merite deosebite în instaurarea și consolidarea regimului democrat-popular”[6]
- Ordinul „23 August” clasa a V-a (10 august 1964) „pentru merite deosebite în opera de construire a socialismului, cu prilejul celei de a XX-a aniversări a eliberării patriei”[7]
- Ordinul „Tudor Vladimirescu” clasa a III-a (30 aprilie 1966) „cu prilejul celei de-a 45-a aniversări de la înființarea Partidului Partidului Comunist din România, pentru merite deosebite în opera de construire a socialismului”[8]
- Medalia „A XXV-a Aniversare a Eliberării Patriei” (4 august 1969) „pentru merite deosebite în lupta împotriva fascismului, în eliberarea țării, în războiul antihitlerist, în instaurarea puterii democrat-populare și construirea socialismului în Republica Socialistă România, cu prilejul celei de-a XXV-a aniversări a eliberării patriei”[9]
- Ordinul „Steaua Republicii Socialiste România” clasa a II-a (4 mai 1971) „cu prilejul aniversării a 50 de ani de la constituirea Partidului Comunist Român, [...] pentru merite deosebite în opera de construire a socialismului”[10]
- Medalia „25 de ani de la proclamarea Republicii” (26 decembrie 1972) „pentru merite deosebite în opera de construire a socialismului, cu prilejul aniversării a 25 de ani de la proclamarea Republicii”[11]
- Ordinul Muncii clasa a II-a (7 mai 1981) „pentru rezultatele obținute în îndeplinirea cincinalului 1976–1980, pentru contribuția deosebită adusă la înfăptuirea politicii Partidului Comunist Român de făurire a societății socialiste multilateral dezvoltate în patria noastră, cu prilejul aniversării a 60 de ani de la făurirea Partidului Comunist Român”[12]
- Medalia comemorativă „A 40-a aniversare a revoluției de eliberare socială și națională, antifascistă și antiimperialistă” (20 august 1984) „pentru contribuția deosebită adusă la înfăptuirea politicii Partidului Comunist Român de făurire a societății socialiste multilateral dezvoltate în patria noastră, cu prilejul celei de-a 40-a aniversări a revoluției de eliberare socială și națională, antifascistă și antiimperialistă”[13]
- Ordinul „23 August” clasa I (1987) „pentru contribuția adusă la înfăptuirea politicii partidului și statului de făurire a societății socialiste multilateral dezvoltate în patria noastră, cu prilejul împlinirii vîrstei de 60 de ani”[14]
- Medalia jubiliară „25 de ani de la încheierea cooperativizării agriculturii în Republica Socialistă România” (15 iunie 1987) „pentru contribuția deosebită adusă la înfăptuirea cooperativizării agriculturii și la realizarea obiectivelor noii revoluții agrare, cu prilejul aniversării a 25 de ani de la încheierea cooperativizării agriculturii în Republica Socialistă România”[15]